# Johnny Dusbaba

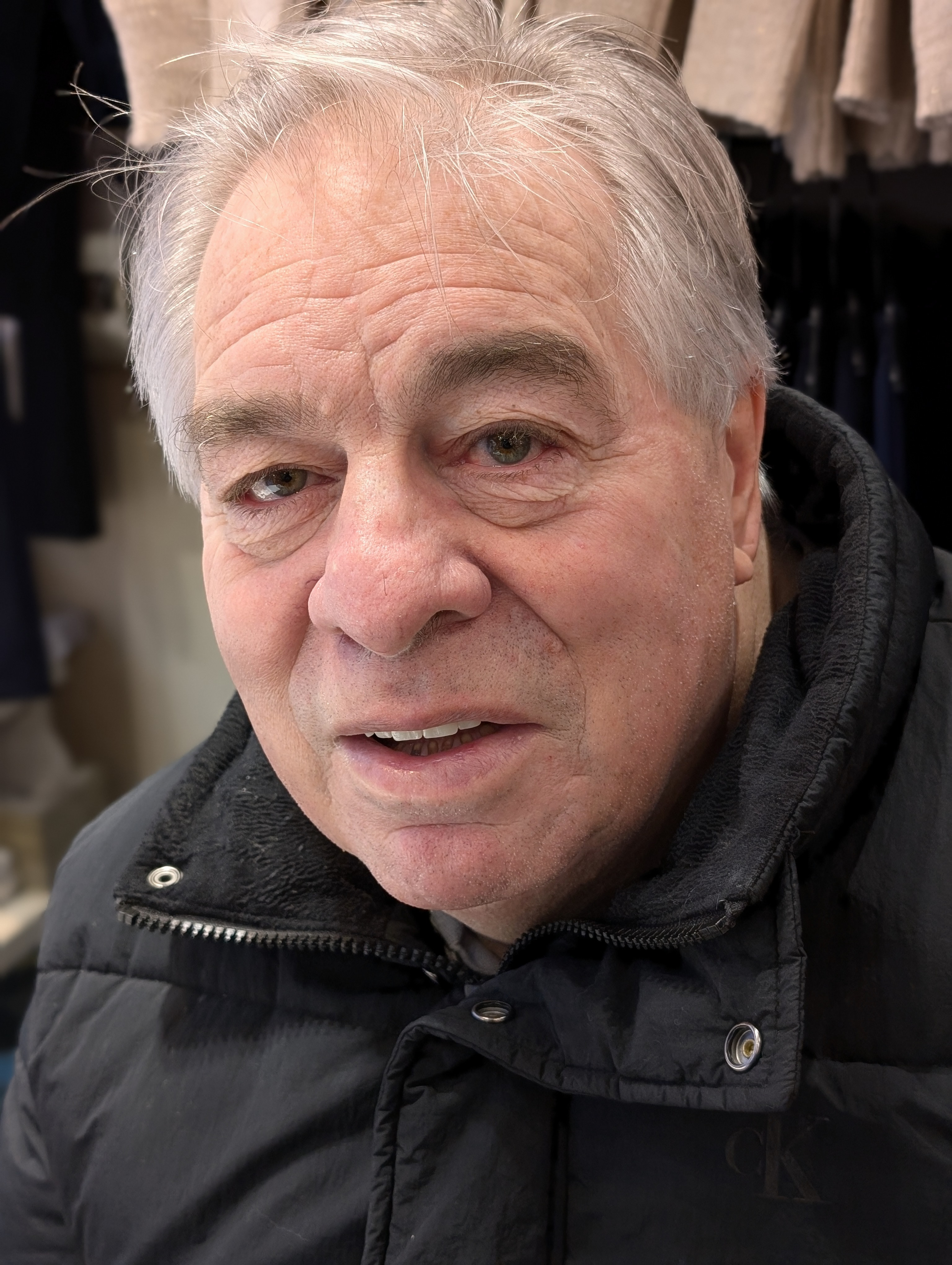
Johnny Dusbaba in november 2024

Johnny Dusbaba (Den Haag, 14 maart 1956) is een Nederlands  voormalig profvoetballer. Hij was als verdediger actief bij onder meer Ajax en RSC Anderlecht. Dusbaba speelde vier interlands voor het Nederlands voetbalelftal.
Dusbaba stond als centrale verdediger niet bekend om zijn verfijnde techniek, wel om zijn soms bikkelharde tussenkomsten. Desondanks werd hij zowel bij Ajax als RSC Anderlecht een titularis. Hij veroverde in de jaren 70 en 80 onder meer drie landstitels en de Europacup II. In zijn latere jaren kwam Dusbaba, die naast het voetbal de reputatie had een echte handelaar te zijn, door overgewicht steeds minder vaak aan spelen toe.

## Carrière

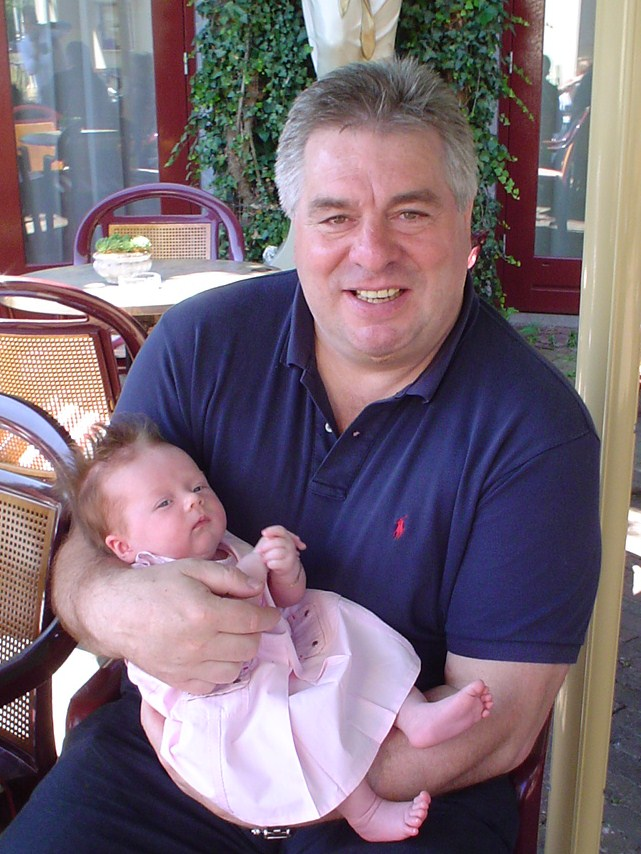
Johnny Dusbaba met zijn kleindochter, Efteling (2005).

Johnny Dusbaba werd geboren in de Haagse Schilderswijk. Hij was de zoon van een kermisklant. Reeds op jonge leeftijd liet hij school links liggen en zette hij alles in op zijn voetbalcarrière. Hij doorliep de jeugdopleiding van FC Den Haag en maakte op 17-jarige leeftijd zijn debuut in het eerst elftal. Dusbaba maakte deel uit van een talentvolle generatie bestaande uit onder meer Martin Jol en Tscheu La Ling.
Hoewel Dusbaba niet bekendstond als een natuurtalent, maakte hij indruk op Ajax. De Amsterdammers namen de bikkelharde verdediger half 1974 over van FC Den Haag, die kwam samen te spelen met onder meer Arie Haan, Johnny Rep en Willy Brokamp. Een jaar later versierde ook La Ling een transfer naar Ajax, die de naar Valencia vertrokken Rep als rechterspits opvolgde. Onder de trainers Hans Kraay sr. en Rinus Michels was Dusbaba een vaste waarde, maar won hij geen prijzen, Ajax eindigde zowel in 1974/75 als in 1975/76 als 3e in de eredivisie van de 18 clubs. Wèl behaalde Ajax in het seizoen 1975/76, in november 1975, een toen nog historische overwinning thuis in Amsterdam tegen Feyenoord: 6-0! In deze wedstrijd scoorde Ruud Geels maar liefst 5 maal. Het 6e doelpunt van Geels, de 7-0 goal, die door Geels vlak voor het eindsignaal werd gescoord, werd door de scheidsrechter afgekeurd. Geels liep daardoor nog kwaad van het veld af ook. In het Europacup III-toernooi scoorde Ajax in het seizoen 1975/76 21 maal en kreeg 6 tegengoals, een verschil van +15. In de 3e ronde van dat toernooi werd Ajax evenwel nipt uitgeschakeld (december 1975). Pas toen Tomislav Ivić vanaf half 1976 trainer werd, pakte Dusbaba zijn eerste titel met Ajax in het seizoen 1976/77, in een team met onder meer Ruud Krol, Pim van Dord, Frank Arnesen, René Notten, Dick Schoenaker, Sören Lerby, Hans Erkens, Tscheu La Ling, Ruud Geels en Simon Tahamata. Geert Meijer (juli 1975-maart 1979) was door Ajax dat seizoen voor één jaar uitgeleend aan stadsgenoot FC Amsterdam.
Half 1977 belandde Dusbaba voor een transfersom van drie miljoen gulden bij het Brusselse RSC Anderlecht van trainer Raymond Goethals. Hij werd er verenigd met landgenoten Arie Haan, Rob Rensenbrink, Nico de Bree, Peter Ressel en Ronny van Poucke. Ook Ruud Geels speelde 1 jaar, in het seizoen 1978/79, voor RSC Anderlecht. In zijn eerste seizoen (1977/78) veroverde Dusbaba meteen de Europacup II. De verdediger schopte het in die periode ook tot het Nederlands elftal. Aanvankelijk vormde hij samen met Hugo Broos het centraal verdedigingsduo van paars-wit, in het seizoen 1979/80 speelde hij vooral aan de zijde van Raymond Jaspers. Toen Ivić in 1980 in RSC Anderlecht neerstreek, kwam hij steeds minder aan spelen toe. In 1981 werd hij wel voor het eerst kampioen in België.
Na vier seizoenen in Brussel trok de struise verdediger naar concurrent Standard Luik. Bij de Rouches vond hij onder meer Goethals, Haan en Tahamata terug en moest hij de concurrentie aangaan met centrale verdedigers Theo Poel en Walter Meeuws. Dusbaba werd met Standard voor de tweede keer op rij kampioen. Op de laatste speeldag verzekerde Standard zich van de titel door te winnen van Waterschei. Enkele dagen later verloren de Rouches in de finale van de Europacup II van FC Barcelona. In 1984 ontdekte onderzoeksrechter Guy Bellemans in de zogenaamde Bellemans-affaire dat Standard de spelers van Waterschei had omgekocht. Dusbaba kwam in zowel de finale als de titelwedstrijd niet in actie voor de Rouches.
In 1982 keerde Dusbaba terug naar Nederland. Hij sloot zich, samen met Ruud Geels, aan bij NAC Breda, waar de zwaarlijvige verdediger ook geen titularis was. De club zakte een jaar na zijn transfer terug naar de eerste divisie, door als 17e van de 18 clubs te eindigen in de eredivisie in het seizoen 1982/83. Dusbaba, die inmiddels meer dan 100 kg woog, mocht na twee jaar opkrassen. Hij trok naar Sint-Niklase SK waarmee hij eveneens na een jaar naar tweede klasse degradeerde. Dusbaba versierde nog een transfer naar FC Nürnberg in Duitsland, maar na slechts enkele dagen vertrok hij er alweer. Op 30-jarige leeftijd zette de beenharde verdediger een punt achter zijn spelerscarrière.

## Statistieken
| Seizoen | Club            | Competitie     | Wed. | Goals |
| ------- | --------------- | -------------- | ---- | ----- |
| 1973/74 | FC Den Haag     | Eredivisie     | 33   | 0     |
| 1974/75 | Ajax            | Eredivisie     | 31   | 0     |
| 1975/76 | Ajax            | Eredivisie     | 28   | 0     |
| 1976/77 | Ajax            | Eredivisie     | 34   | 2     |
| 1977/78 | RSC Anderlecht  | Eerste klasse  | 33   | 0     |
| 1978/79 | RSC Anderlecht  | Eerste klasse  | 34   | 0     |
| 1979/80 | RSC Anderlecht  | Eerste klasse  | 33   | 1     |
| 1980/81 | RSC Anderlecht  | Eerste klasse  | 17   | 0     |
| 1981/82 | Standard Luik   | Eerste klasse  | 16   | 0     |
| 1982/83 | NAC Breda       | Eredivisie     | 19   | 0     |
| 1983/84 | NAC Breda       | Eerste divisie | 17   | 2     |
| 1984/85 | Sint-Niklase SK | Eerste klasse  | 26   | 0     |
| 1985/86 | Sint-Niklase SK | Tweede klasse  | 5    | 0     |
| TOTAAL  | TOTAAL          | TOTAAL         | 326  | 5     |

## Nationale ploeg

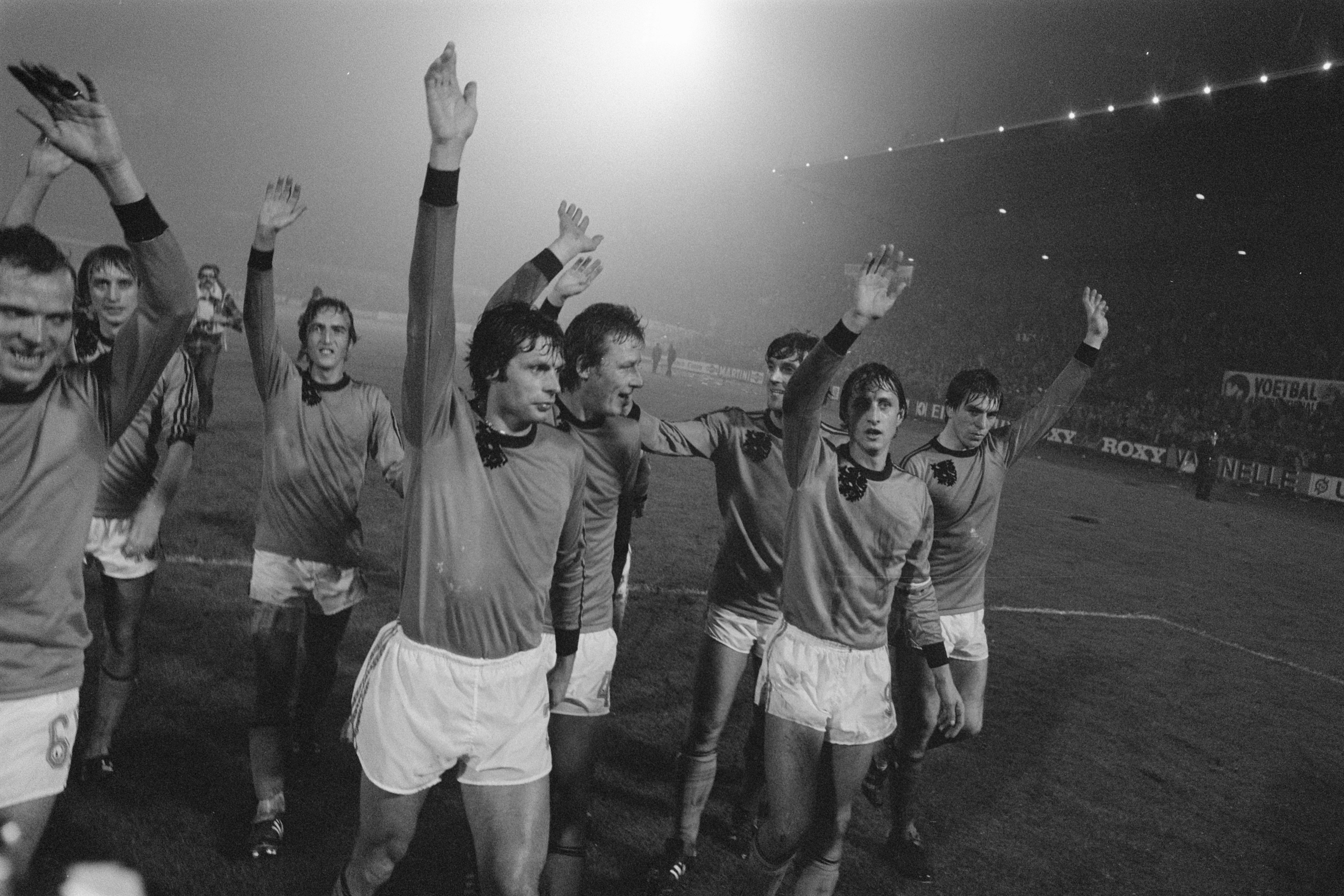
Dusbaba (uiterst rechts) groet het publiek na de interland Nederland-België in oktober 1977 (1-0 thuiszege). Van links naar rechts: van de Kerkhof, Rensenbrink, Neeskens, Suurbier, Hovenkamp, Krol, Cruijff en Dusbaba.

Als speler van Anderlecht maakte Dusbaba zijn debuut voor het Nederlands voetbalelftal. Het was toenmalig bondscoach Ernst Happel die hem op 31 augustus 1977 liet debuteren voor Oranje. De verdediger mocht toen na 65 minuten invallen voor Wim Rijsbergen in het WK-kwalificatieduel tegen IJsland. Diezelfde Rijsbergen mocht hij twee maanden later in het WK-kwalificatieduel tegen Noord-Ierland ook vervangen. Twee weken later liet Happel hem de volle 90 minuten meespelen tegen België.
Omdat Dusbaba in de voorbereiding op het WK 1978 buiten de basisploeg van Happel dreigde te vallen bedankte hij voor de eer en ging niet mee naar Argentinië. Op 11 oktober 1978 speelde Dusbaba onder bondscoach Jan Zwartkruis zijn laatste interland voor Oranje. Het ging om een EK-kwalificatiewedstrijd tegen Zwitserland (3-0 thuiszege). Dusbaba viel na een half uur in voor Hugo Hovenkamp.

## Handelaar
Naast zijn voetbalcarrière was ook de handelsgeest van Dusbaba bekend. Als jonge speler van Ajax handelde hij al vanuit de kofferbak van zijn auto. Bij RSC Anderlecht had hij zelfs het materiaalhok omgebouwd tot een zaak, waar hij naar eigen zeggen zeventigduizend frank per week omzette aan leren jassen, televisies en videorecorders. Hij woonde toen in Liedekerke, waar hij zijn vrouw leerde kennen. Na zijn loopbaan als voetballer baatte hij er gedurende vier jaar de snookerzaak "Snooker Dusbaba" uit. Het koppel verhuisde naar de kuststad Oostende waar ze een kledingzaak begonnen.

## Erelijst
| Ajax                                  |    |         |
| Eredivisie                            | 1x | 1976/77 |
| RSC Anderlecht                        |    |         |
| Eerste klasse                         | 1x | 1980/81 |
| Europacup II                          | 1x | 1977/78 |
| Europese Supercup                     | 1x | 1978    |
| Trofee Jules Pappaert                 | 1x | 1977    |
| Nationale trofee voor sportverdienste | 1x | 1978    |
| Standard Luik                         |    |         |
| Eerste klasse                         | 1x | 1981/82 |
| Belgische Supercup                    | 1x | 1982    |

## Trivia
- Was coach van zaalvoetbalploeg De Putters in Oostende.
- Dusbaba's motto luidde: "Als er geschopt moet worden, dan schop ik het eerst."